# 鳥取エクスプレス京都号

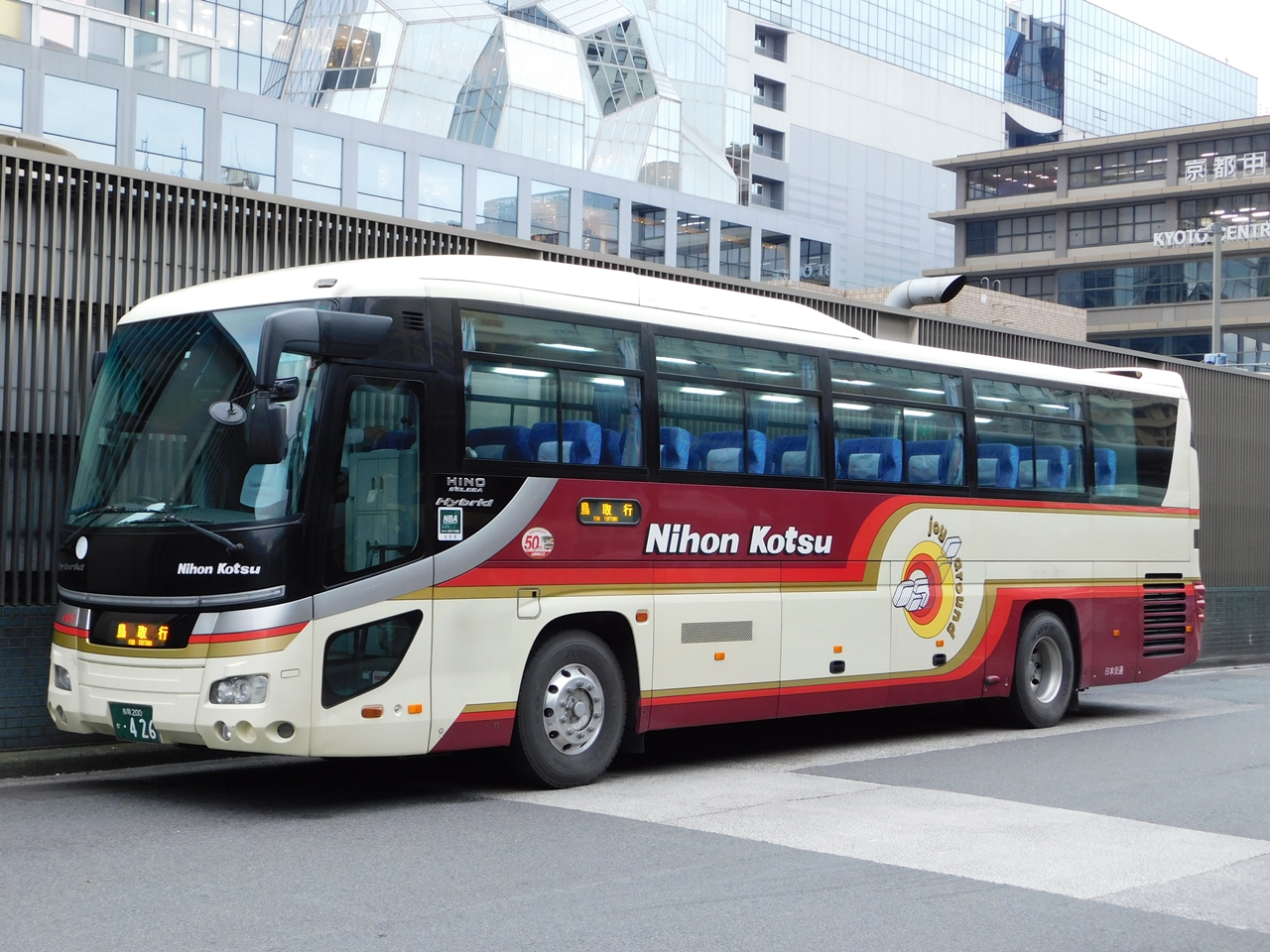
鳥取エクスプレス京都号（日本交通）

鳥取エクスプレス京都号（とっとりエクスプレスきょうとごう）は京都市と鳥取市を結ぶ高速バスである。
全便座席指定制のため、あらかじめ乗車券を購入しなければならない。

## 運行会社
- 日本交通
  - 鳥取本社営業所が昼行2往復を担当。
    - 京都での予約・発券は京阪京都交通（京都京阪バスとは別会社）でも可能。

過去に運行していた事業者
- 京都京阪バス
  - 八幡営業所が土曜・休日のみ昼行1往復を担当。運行開始当初は京阪バス（洛南営業所）、後に京阪シティバス（洛南営業所）が運行を担当した後、2014年4月1日より京都京阪バスが引き継いでいた。
- 西日本ジェイアールバス
  - 京都営業所 が昼行1往復を担当。

## 運行回数
- 昼行便1日2往復（全便運休中）

## 運行経路および停車停留所
京都府内及び鳥取県内での相互の乗降はできない。
京都駅烏丸口 - （国道1号 - 京都南IC - 名神高速道路） - 名神大山崎BS ⇔ （名神高速道路 - 中国自動車道 - 鳥取自動車道） ⇔ 智頭福原 - 用瀬 - 河原 - （鳥取自動車道 - 鳥取南IC - 国道53号） - 鳥取駅（バスターミナル）
- 途中安富PAで約15分の休憩をとる。渋滞状況によっては第二京阪道路を経由することもある。

## 沿革
- 1990年（平成2年）9月11日： 京都駅八条口 - 鳥取駅間を昼行3往復で運行開始（京阪バス1往復・日本交通2往復）[1]。所要時間4時間[1]。
- 1994年（平成6年）12月： 志戸坂峠道路岡山県側（のちの西粟倉仮出入口 - 坂根間）の開通に伴い経路変更。
- 1997年（平成9年）4月16日： 志戸坂峠道路駒帰 - 尾見ランプ（現：智頭南IC）間の開通に伴い経路変更。
- 1999年（平成11年）
  - 3月1日： 名神大山崎、名神高槻停留所を設置。
  - 4月1日： 京阪バス便を京阪シティバスに移管。
- 2005年（平成17年）9月1日： 鳥取日交バスセンターの廃止に伴い、鳥取駅 - 鳥取日交バスセンター間を廃止。
- 2008年（平成20年）
  - 4月1日： 同年3月30日に志戸坂峠道路智頭南IC - 智頭ICが開通したのに伴い経路変更。あわせて智頭町内の停留所を従来の「智頭」（京橋・諏訪保育園前）から9km京都寄りの「智頭福原」に変更[2]。代替として、日本交通の子会社である鳥取自動車が 智頭福原 - 智頭（京橋・諏訪保育園前）間に高速バスに接続する乗合タクシーを運行する措置がとられた。
  - 9月1日： 日本交通は飲料サービス（水・湯・茶）を廃止[3]。
  - 12月1日： 大阪府流入車規制対策でこの日より名神高槻には停車しなくなる（所要時分に変更はなし）。
- 2009年（平成21年）4月1日： 同年3月14日に鳥取自動車道智頭IC - 河原ICが開通したのに伴い、従来の「用瀬」・「河原」両バス停をそれぞれ「用瀬パーキング」と「河原インター」に移動・名称変更。所要時間を約10 - 20分短縮（便数に変更はなし）[4]。
- 2010年（平成22年）4月1日： 同年3月28日に鳥取自動車道佐用JCT - 大原IC間、河原IC - 鳥取IC間が開通したのに伴い経路変更（所要時分に変更はなし）。
- 2013年（平成25年）3月16日： 西日本ジェイアールバスが参入。これにより京都駅の乗り場を八条口から烏丸口に変更し、土休日を1日4往復に増便[5]。
- 2014年（平成26年）4月1日： 京阪シティバス便を京都京阪バスに移管。
- 2017年（平成29年）3月31日： この日の運行をもって京都京阪バスが撤退[6]。
- 2019年（令和元年）10月1日： 消費税率引き上げに伴う運賃改定[7][8]。
- 2020年（令和2年）10月1日：この日以降全便運休。
- 2020年（令和2年）11月30日：この日の運行をもって西日本ジェイアールバスが撤退。日本交通の単独運行となり、1日2往復に減便[9]。

## 車内設備
撤退した京都京阪バスの車内設備についても記述
- 3列独立シート（西日本JRバス・日本交通）
- 4列シート（京都京阪バス）
- フットレスト
- レッグレスト（京都京阪バスを除く）
- トイレ
- 読書灯（京都京阪バスを除く）
- ミュージックプレーヤー（京都京阪バスのみ）

（ミュージックプレーヤーは一部の便でチャンネルを「R」に合わせるとFMラジオが1局聴けるものの、イヤホンの持参が必要）
- 西日本JRバスはクレイドルシート・座席コンセント付車両で運用する時もあり。